# SUSE Linux Enterprise Server
SUSE Linux Enterprise Server (SLES) ist eine Linux-Distribution von SUSE, die speziell auf Unternehmenskunden ausgelegt ist.
Das Produkt ist mit einem entsprechenden Supportangebot und langjähriger Wartungsphase ausgestattet. Die für den unternehmenskritischen Einsatz notwendigen Hardware- und Softwarezertifizierungen spielen eine ebenso große Rolle.

## Geschichte
SLES wurde im Sommer und Herbst 2000 auf Basis von Suse Linux von einem sehr kleinen Team unter der Leitung von Marcus Kraft, Bernhard Kaindl und Joachim Schröder bei SuSE in Nürnberg entwickelt und wurde erstmals am 31. Oktober 2000 in einer Version für IBM-Großrechner (S/390) verfügbar. Eine Vorabversion wurde bereits am 13. Juli 2000 veröffentlicht. Im Dezember 2000 wurde mit dem in Schweden führenden Telekommunikationsanbieter Telia ein erster großer Kunde bekannt. Im April 2001 folgte dann SLES für die x86-Architektur, die im Juli 2001 die notwendige Zertifizierung für den Einsatz von mySAP erlangte.
2009 wurde mit SUSE Linux Enterprise Real Time (SLERT) ein Echtzeitbetriebssystem vorgestellt. Im selben Jahr gründete man das Projekt openSUSE um die Entwickler-Community stärker zu unterstützen.

## SUSE Linux Enterprise Desktop

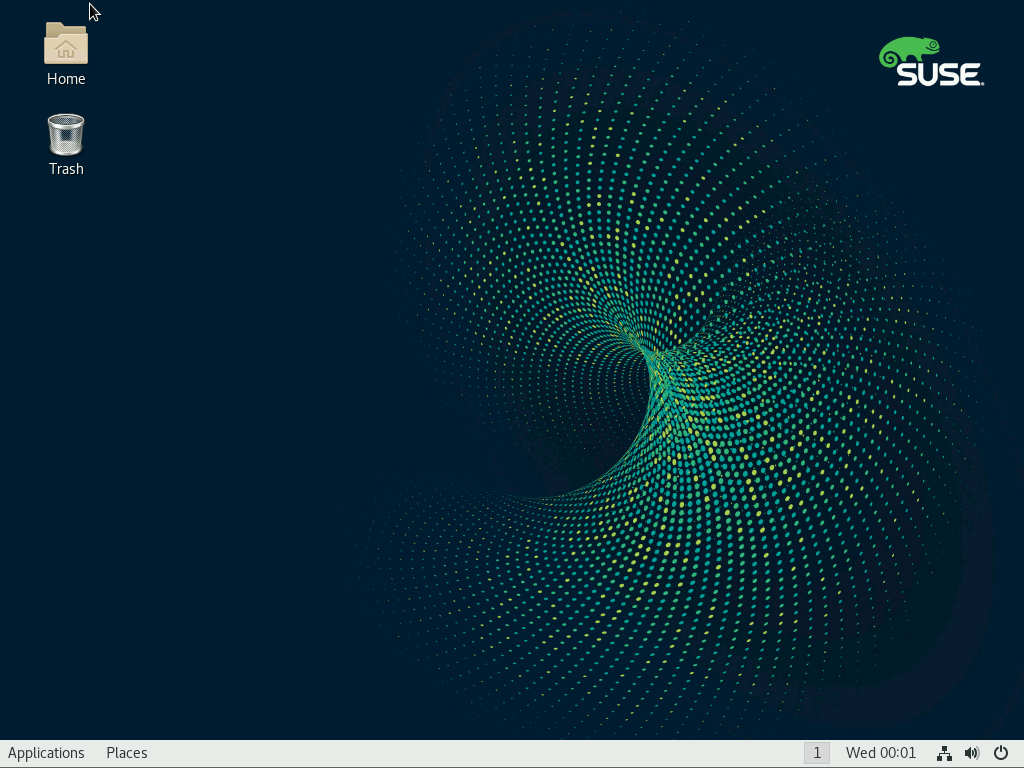
SUSE Linux Enterprise Desktop 15

Mit SUSE Linux Enterprise Desktop (SLED) bekam SLES einen Zwilling im Desktop-Bereich, der parallel mit gleichem Konzept und selber Codebasis vertrieben wird. SLED und SLES werden zusammen auch als Suse Linux Enterprise (SLE) bezeichnet. Parallel zu SLES 10 wechselt Novell auch für den Unternehmensdesktop auf die Verwendung der bekannten Marke SUSE und so heißt der Nachfolger des ehem. Novell Linux Desktop 9 (NLD) Suse Linux Enterprise Desktop (SLED) 10.

### Desktop-Umgebung
Ursprünglich wurde SLES mit dem auch in SUSE Linux verwendeten und sowohl viel gelobten als auch kritisierten Desktop-Theme Suse Keramik ausgeliefert, das über ein an das KDE-Theme Keramik angepasstes GNOME-Theme ein einheitliches Look & Feel für Gnome und KDE bietet.
Mit der Integration von SUSE in Novell dominiert jedoch nicht mehr KDE. Mit SLED 10 wurde bei der Installation nicht mehr gefragt, ob KDE oder GNOME als Desktop-Umgebung installiert werden soll. KDE konnte nur mehr als Pattern in der Softwareselektion ausgewählt werden. Mit Version SLED 11 konnte zwar wieder zwischen GNOME und KDE gewählt werden, mit Version 12 wurde aber KDE überhaupt aus den Paketquellen der Enterprise Ausgaben entfernt (also sowohl aus SLED, als auch aus SLES) und lässt sich nur über den offiziellen, aber nicht vollständig unterstützten SUSE PackageHub installieren. Die Versionsnummern 13 und 14 wurden übersprungen, um wieder synchron mit openSUSE zu sein. Die aktuelle Version ist daher 15.

### Multimedia
Im Gegensatz zu Red Hat Enterprise Linux ist in einigen Programmen die Fähigkeit integriert, MP3-Dateien abzuspielen, jedoch nicht über einen von allen Programmen direkt verwendbaren mp3-Codec, sondern über die Verwendung von RealPlayer als Abspielsoftware im Hintergrund, beispielsweise bei Amarok.

## Enterprise OS
SLES ist ein Enterprise OS, also ein Betriebssystem, das auch auf die Bedürfnisse großer Firmen eingeht. Als Enterprise OS ist es folglich auf Stabilität und lange Wartungszyklen ausgelegt. So ermöglicht es SLES, ein System mit uneingeschränktem Herstellersupport für 5 Jahre (oder mehr) nutzen zu können, ohne Pakete bzw. Softwareversionen migrieren zu müssen. Gerade dieser Sachverhalt macht ein Enterprise OS für den kommerziellen Einsatz interessant, denn nur bei langen Supportzeiträumen haben große Softwarehäuser wie Oracle oder SAP ein Interesse, ein Betriebssystem für ihre Anwendungen zu zertifizieren. Gleiches gilt analog für die großen Computer- und Serverhersteller. Enterprise OSes findet man daher meist auf Servern, aber auch dort, wo Rechner extrem stabil laufen sollen (z. B. Börse, Medizin, Raumfahrt).

## Besondere Werkzeuge
SLES wird wie openSUSE mit dem integrierten grafischen Installations- und Administrationswerkzeug YaST, das auch für Einsteiger leicht bedienbar ist, installiert und administriert. Eine einfache Konfiguration des integrierten Paketfilters ist bereits während der Installation über YaST möglich.

## Update-Zyklen
Wegen der Zertifizierung und Konzentration auf bestmögliche Stabilität im Enterprise-Umfeld folgen Neuauflagen von SLES einem eher langsameren Rhythmus und werden auch länger gewartet. Der Kunde bekommt meistens eine Wartungsdauer von mind. 5 Jahren (7 bis max. 9 Jahre für SLES10) zugesichert, so dass er zeitlichen Spielraum hat, ein Update sorgsam zu planen und zu terminieren. Durch die langen Wartungszeiträume kann er auch gut einzelne Neuauflagen überspringen und sein Verhalten bezüglich Aktualisierungen an seine individuellen Bedürfnisse anpassen.

## LSB-Zertifizierung
Der Suse Linux Enterprise Server wird immer mit der zum Veröffentlichungszeitpunkt aktuellen Version der Linux Standard Base zertifiziert. Bei SLES 10 ist dies 3.0, bei SLES 9 2.0. Ältere Versionen des SLES sind nach älteren LSB-Standards zertifiziert. Einige Versionen von Suse Linux sind ebenfalls nach dem zum Veröffentlichungszeitpunkt aktuellen LSB-Standards zertifiziert.

## Versionen
| Version | Veröffentlichung   | Unterstützt bis (erweitert)                                                | openSUSE-Äquivalent   |
| --- | ------------------ | -------------------------------------------------------------------------- | --------------------- |
| for S/390 | 31. Oktober 2000   |                                                                            |                       |
| 7 | 24. August 2001    |                                                                            |                       |
| 8 | 24. November 2002  | 30. Dezember 2007                                                          |                       |
| 8 SP1 | ?                  | 30. Dezember 2007                                                          |                       |
| 8 SP2 | ?                  | 30. Dezember 2007                                                          |                       |
| 8 SP3 | ?                  | 30. Dezember 2007                                                          |                       |
| 9 | 4. August 2004     | 31. August 2011 (31. August 2014)                                          |                       |
| 9 SP1 | 13. September 2004 | 31. August 2011 (31. August 2014)                                          |                       |
| 9 SP2 | 7. Juli 2005       | 31. August 2011 (31. August 2014)                                          |                       |
| 9 SP3 | 22. Dezember 2005  | 31. August 2011 (31. August 2014)                                          |                       |
| 9 SP4 | 14. November 2007  | 31. August 2011 (31. August 2014)                                          |                       |
| 10 | 17. Juli 2006      | 31. Dezember 2007                                                          | openSUSE 10.1         |
| 10 SP1 | 18. Juni 2007      | 30. November 2008 (Dezember 2010)                                          | openSUSE 10.1         |
| 10 SP2 | 19. Mai 2008       | 11. April 2010 (10. April 2013)                                            | openSUSE 10.1         |
| 10 SP3 | 12. Oktober 2009   | 11. Oktober 2011 (31. Oktober 2014)                                        | openSUSE 10.1         |
| 10 SP4 | 12. April 2011     | 31. Juli 2013 (30. Juli 2016)                                              | openSUSE 10.1         |
| 11 | 23. März 2009      | 31. Dezember 2010                                                          | openSUSE 11.1         |
| 11 SP1 | 2. Juni 2010       | 31. August 2012 (30. August 2015)                                          | openSUSE 11.2         |
| 11 SP2 | 29. Februar 2012   | 31. Januar 2014 (30. Januar 2017)                                          | openSUSE 11.3         |
| 11 SP3 | 1. Juli 2013       | 31. Januar 2016 (30. Januar 2019)                                          |                       |
| 11 SP4 | 15. Juli 2015      | 31. März 2019 (31. März 2022)                                              |                       |
| 12 | 27. Oktober 2014   | 30. Juni 2016 (01. Juli 2019)                                              | openSUSE 13.2         |
| 12 SP1 | 15. Dezember 2015  | 31. Mai 2017 (31. Mai 2020)                                                | openSUSE Leap 42.1    |
| 12 SP2 | 8. November 2016   | 31. März 2018 (31. März 2021)                                              | openSUSE Leap 42.2    |
| 12 SP3 | 7. September 2017  | 30. Juni 2019 (30. Juni 2022)                                              | openSUSE Leap 42.3    |
| 12 SP4 | 12. Dezember 2018  | 30. Juni 2020 (30. Juni 2023)                                              |                       |
| 12 SP5 | 9. Dezember 2019   | 31. Oktober 2024 (31. Oktober 2027; nur Core: 31. Oktober 2030)            |                       |
| 15 | 15. Juli 2018      | 31. Dezember 2019 (31. Dezember 2022)                                      | openSUSE Leap 15.0    |
| 15 SP1 | 24. Juni 2019      | 31. Januar 2021 (31. Januar 2024)                                          | openSUSE Leap 15.1    |
| 15 SP2 | 21. Juli 2020      | 31. Dezember 2021 (31. Dezember 2024)                                      | openSUSE Leap 15.2    |
| 15 SP3 | 21. Juni 2021      | 31. Dezember 2022 (31. Dezember 2025)                                      | openSUSE Leap 15.3    |
| 15 SP4 | 21. Juni 2022      | 31. Dezember 2023 (31. Dezember 2026)                                      | openSUSE Leap 15.4    |
| 15 SP5 | 21. Juni 2023      | 31. Dezember 2024 (31. Dezember 2027)                                      | openSUSE Leap 15.5    |
| 15 SP6 | 26. Juni 2024      | 6 Monate nach Veröffentlichung von SLES15 SP7 (42 Monate nach SLES 15 SP7) | openSUSE Leap 15.6    |
| 15 SP7 | Mitte 2025         | 31. Juli 2028 (31. Juli 2031)                                              | kein Leap-Äquivalent! |
| 16 | November 2025      |                                                                            |                       |
| Legende:Ältere Version; nicht mehr unterstütztÄltere Version; noch unterstütztAktuelle VersionZukünftige Version |                    |                                                                            |                       |

## Distributionen auf SUSE Linux Enterprise Basis
Der Open School Server basierte auf dem SUSE Linux Enterprise Server und kombiniert dieses mit einer grafischen Administrationsoberfläche und einer Groupware-Komponente.
Im Jahr 2014 entschied SUSE, die Quellcodes von SLE der Community zur Verfügung zu stellen, die darauf basierend das frei verfügbare openSUSE Leap erstellte.
Dabei werden openSUSE Leap und SUSE Linux Enterprise parallel weiterentwickelt. Dies ist vergleichbar mit der Red Hat Enterprise Linux (RHEL) Distribution mit ihren frei verfügbaren Varianten wie z. B. CentOS. Außerdem können SLES und SLED in einer kostenlosen Testversion heruntergeladen werden. Diese enthält auf 60 Tage begrenzte Upgrade-Berechtigung. Danach kann die Testversion unbeschränkt ohne Support und Upgrades weiter verwendet werden.
Als Alternative existiert die Rolling Release Distribution openSUSE Tumbleweed, auf deren Basis neue Hauptversionen von SLES und SLED entwickelt werden. OpenSUSE Tumbleweed ist in dieser Hinsicht vergleichbar mit Fedora Rawhide bei Red Hat Enterprise Linux. Neue Versionen von openSUSE werden intensiv von SUSE getestet und auf verschiedene Plattformen wie die IBM zSeries portiert. Die dabei gewonnenen Erkenntnisse gehen zurück an die Community. Für den Produktivbetrieb nicht als geeignet angesehene Pakete der openSUSE-Distribution werden entfernt, weitere frei verfügbare „closed source“-Produkte von anderen Herstellern, mit denen entsprechende Lizenzvereinbarungen bestehen, werden hinzugefügt (z. B. ibm-java).